# Weck Up
Weck Up war eine von Juni 1998 bis Oktober 2014 wöchentlich sonntagmorgens bei Sat.1 ausgestrahlte Fernsehsendung. Einschließlich Werbung dauerte Weck Up eine Stunde, Ausstrahlungstermin der am Vortag aufgezeichneten Sendung war 8:00 Uhr.
Weck Up wurde von der Firma News and Pictures Fernsehen produziert und in den Mainzer Studios des 
MediaServiceCenter RM aufgezeichnet.
Die Sendung war Teil des Programms, das Sat.1 gemäß den Auflagen der Landesmedienanstalt Rheinland-Pfalz von sogenannten „unabhängigen Drittanbietern“ übernehmen musste.
Im Oktober 2014 wurde die Sendung aus dem Programm gestrichen, da das zuständige Oberverwaltungsgericht Rheinland-Pfalz entschieden hatte, dass die Vergabe der Drittsendezeit ungültig war und somit Sat.1 die Sendung aus dem Programm entfernen darf.

## Ablauf
Das Format überschneidet sich nur teilweise mit dem wochentags gezeigten Sat.1-Frühstücksfernsehen. In jeder Sendung unterhalten sich die zwei Moderatoren mit eingeladenen Gästen am Frühstückstisch.
Unterbrochen wird das Gespräch durch Einspieler, bis 2009 beispielsweise durch den von der katholischen Kirche produzierten Beitrag Sunday Up, in dem ein Prominenter zu seinem typischen Sonntag befragt wird.

## Moderation
Die Sendung wurde bis zu ihrer Einstellung von einer Person moderiert, wobei das Moderationsduo – bis auf eine Phase von Ende 2003 bis Mitte 2004 – jeweils aus einem Mann und einer Frau bestand.

### Ehemalige Moderatoren
| Wolf-Dieter Herrmann   | 1998      |
| Franziska Becker       | 1998–1999 |
| Matthias Opdenhövel    | 1998–2003 |
| Barbara Schöneberger   | 1999–2003 |
| Andrea Kaiser          | 2003      |
| Alexander Mazza        | 2003–2004 |
| Johannes Scherer       | 2003–2010 |
| Enie van de Meiklokjes | 2004–2005 |
| Miriam Pielhau         | 2005–2006 |
| Britt Hagedorn         | 2006–2007 |
| Inge Posmyk            | 2007–2008 |
| Birte Karalus          | 2008–2010 |
| Christine Henning      | 2010      |
| Susanne Kripp          | 2010/2011 |
| Judith Pinnow          | 2011–2013 |
| Olli Briesch           | 2010–2014 |

## Namensgebung
Weck Up! ist auch mit anderen gängigen Schreibweisen des Sendungstitels bekannt: Weck Up!, Weck UP, WECK UP, weck up und Weck UP!. Untertitel der Sendung ist Die Morning-Show. 